# Sultaníje
Sultaníje (persky سلطانیه‎) je bývalé hlavní město perského ílchanátu ze 13. a 14. století. Nachází se zhruba 240 kilometrů severozápadně od Teheránu v íránské provincii Zandžán. Dobře zachovalé Öldžejtüovo mauzoleum je jedním z vrcholných příkladů perské architektury.
V roce 2005 bylo mauzoleum i samotné město coby někdejší centrum perského ílchanátu, jednoho ze čtyř chanátů Mongolské říše, zapsáno na seznam světového dědictví UNESCO.